# Omonimia
In semantica, l'omonimia (dal greco ὁμωνυμία, homonymia, per il tramite del latino homonymia) è un fenomeno per cui due forme linguistiche presentano la stessa forma ortografica e fonologica, ma hanno diverso significato e diversa etimologia. Sono dunque omonimi quei termini, distinguibili l'uno dall'altro, che sono scritti allo stesso modo (per cui si dicono omografi) e si pronunciano allo stesso modo (per cui si dicono omofoni). Ad esempio, in italiano le parole vite (plurale di vita), vite (pianta) e vite (organo filettato) sono omonime.

## Classificazione di Widłak
Il linguista polacco Stanisław Widłak ha proposto una classificazione degli omonimi:
- omonimi lessicali: appartengono alla stessa categoria grammaticale (ad esempio, i nomi polo, punto di una sfera, polo, sport di squadra, polo, indumento);
- omonimi grammaticali: appartengono a diverse categorie grammaticali (ad esempio, calcare, nome, e calcare, verbo);
- omonimi lessico-grammaticali: sono il risultato di una conversione (ad esempio, potere, da verbo a nome);
- omonimi paradigmatici (o morfologici): identità di forme diverse di una parola o identità di diverse forme corrispondenti di parole diverse o identità di una o più forme di una parola con una o più forme di un'altra parola.

## Omonimia e polisemia
L'omonimia si distingue dalla polisemia in quanto, nel caso dell'omonimia, i diversi significati di un lessema si trovano ad essere rappresentati da un'unica forma ortografica solo per caso, per una serie di controversie etimologiche, mentre nel caso della polisemia i diversi significati della parola polisemica sono correlati etimologicamente e semanticamente, e tale correlazione è avvertita chiaramente dal parlante.

## Onomastica
Un campo in cui l'omonimia ha aspetti molto peculiari è quello dell'onomastica.
Il fenomeno si verifica infatti nel momento in cui persone, animali o località presentano lo stesso nome proprio, sicché non possono essere distinti sulla base di questo. L'ambiguità viene spesso risolta integrando i nomi con altri elementi. Ad esempio, nel caso dei toponimi si ha Alessandria d'Egitto (per distinguere questa città da Alessandria in Piemonte) o Novara di Sicilia o Nizza di Sicilia per distinguere i due centri dagli omonimi centri del Piemonte e della Costa Azzurra. In altri casi l'omonimia deriva dall'uso di un toponimo con significato ricorrente. Il nome "Monteroni" accomuna diversi comuni o frazioni in tutta Italia, e così anche la variante "Monterone". L'etimo, incerto nella maggior parte dei casi, può probabilmente essere spesso ricondotto ad un analogo significato.
Quanto agli antroponimi, per una corretta identificazione si usava aggiungere alle generalità del soggetto quella di uno o di entrambi i genitori ("Rossi Mario di Giovanni e Bianchi Maria" o "fu Giovanni", se già deceduto) oppure un soprannome.